# The Journal of Sexual Medicine
Das Journal of Sexual Medicine, abgekürzt J. Sex. Med., ist eine wissenschaftliche Fachzeitschrift, die vom Elsevier-Verlag veröffentlicht wird. Die Zeitschrift ist ein offizielles Publikationsorgan der International Society for Sexual Medicine und der International Society for the Study of Women’s Sexual Health. Sie erscheint mit 12 Ausgaben im Jahr. Es werden Arbeiten veröffentlicht, die sich mit allen Aspekten der Sexualmedizin beschäftigen.
Der Impact Factor lag im Jahr 2014 bei 3,151. Nach der Statistik des ISI Web of Knowledge wird das Journal mit diesem Impact Factor in der Kategorie Urologie und Nephrologie an 17. Stelle von 76 Zeitschriften geführt. Von 2004 bis 2016 erschien die Zeitschrift bei Wiley-Blackwell. 